# Mathias Ledoux
Pour les articles homonymes, voir Ledoux.
Mathias Ledoux, né le 3 juillet 1953 à Suresnes et mort le 10 mars 2005 à Paris, est un cinéaste et réalisateur de télévision français.
Il a notamment réalisé Une souris verte en 2003.

## Biographie

### Carrière

#### À la télévision
Diplômé de l'école Vaugirard-Louis-Lumière en 1972, Mathias Ledoux a commencé en tant que cameraman à l'ORTF puis passe rapidement à la réalisation de documentaires, de séries, de génériques (comme celui de l'ellipse de Canal+) et de spectacles vivants. Il participe ainsi aux débuts de Canal+, réalisant le premier programme, celui de l'ouverture d'antenne durant lequel on voit le président André Rousselet appuyer sur le bouton pour lancer la chaîne.
Ledoux filme également des émissions des Nuls en 1986, les cérémonies d'ouverture et de clôture des jeux olympiques d'hiver de 1992 à Albertville. On lui doit aussi la captation des concerts de Vanessa Paradis à l'Olympia en 1993 et de Ben Harper à Bercy en 2000. Il a également créé, avec Étienne Robial et Marc Cemin, les habillages de la chaîne M6 ainsi que participé à la réalisation de la série Caméra Café du duo Bruno Solo et Yvan Le Bolloc'h. Par ailleurs, il a tourné les documentaires Warhol, nothing special en 1990 et Le Cinéma de Roman Polanski en 2000.

#### Au cinéma
Mathias Ledoux s'est lancé dans le cinéma en réalisant des courts métrages : Les Yeux en face des trous, Le Retour et Le Maître chanteur, (nommé aux Césars 1987). En 1991, il participe à la réalisation des Secrets professionnels du Dr Apfelglück avec Alain Chabat, Michel Blanc et Josiane Balasko.
Il réalise son premier long métrage, un polar, En face en 2000, avec Jean-Hugues Anglade et Clotilde Courau. Il réalise et coproduit son second film, un thriller franco-britannique Une souris verte (3 Blind Mice) en 2003 avec Edward Furlong, Emilia Fox et Elsa Zylberstein.

### Vie privée
Il est père de trois enfants : Colin, Anaïs et Grégoire.
Il meurt le 10 mars 2005 à l'âge de 51 ans à Paris, d'un cancer.